# 訃報 2004年9月
訃報 2004年9月（ふほう 2004ねん9がつ）では、2004年（平成16年）9月中に物故した、又は物故が報じられた人物についてまとめる。

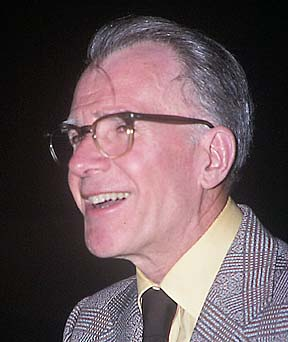
フランク・トーマス／9月8日没

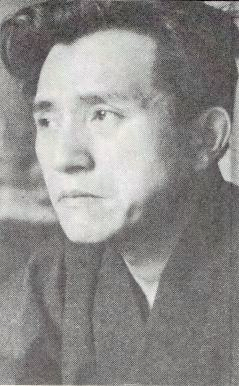
水上勉／9月8日没

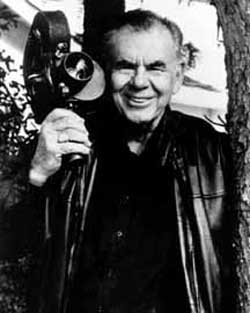
ラス・メイヤー／9月18日没

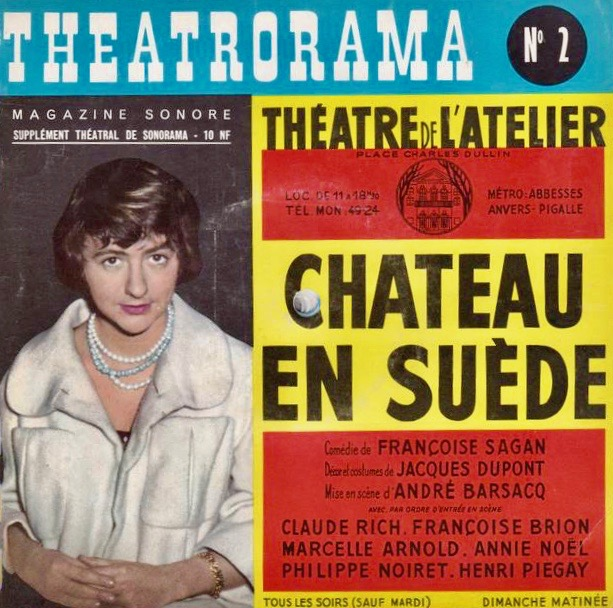
フランソワーズ・サガン／9月24日没

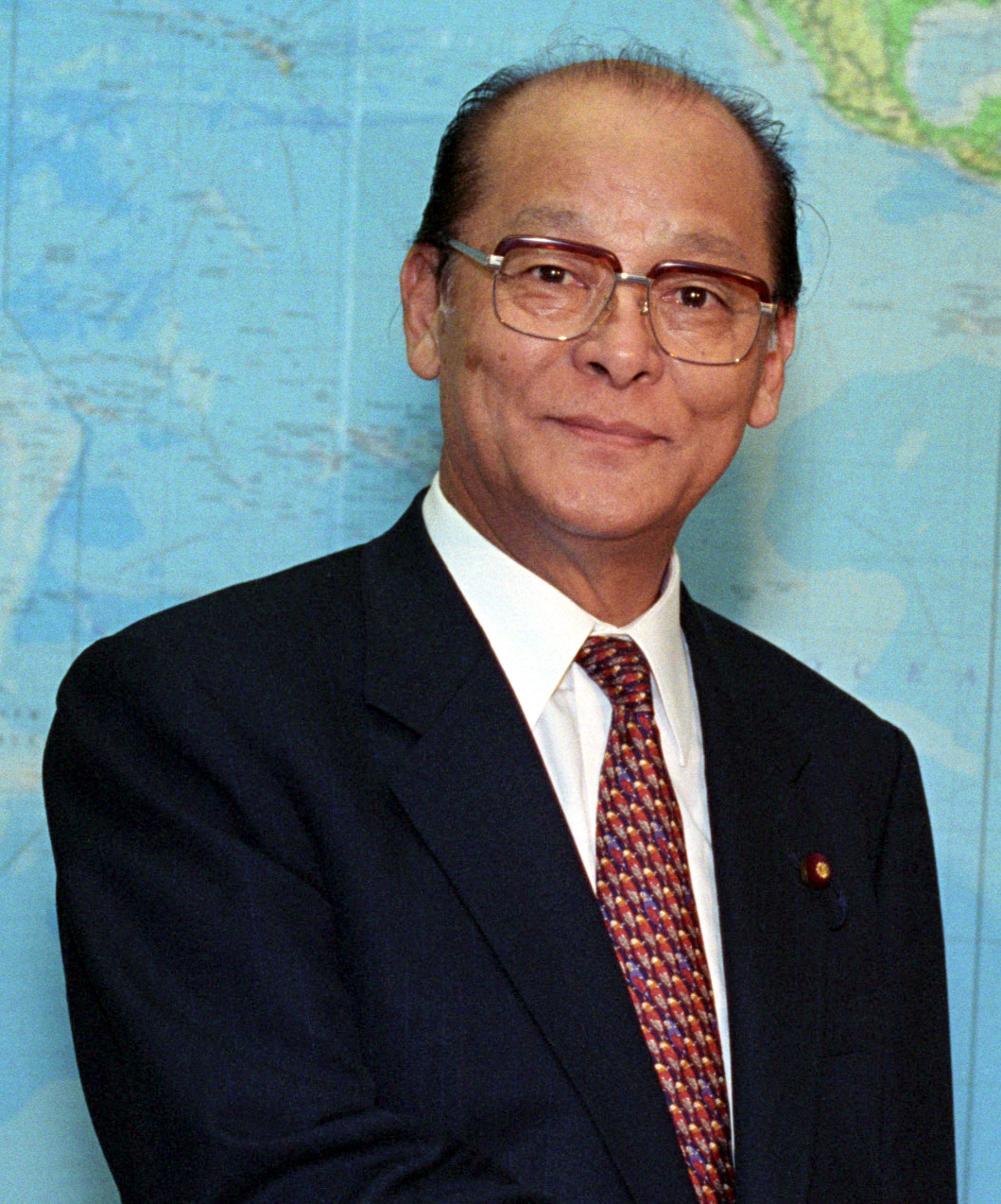
中山利生／9月30日没

## （1日 - 15日）
- 9月2日 - ボブ・O・エバンズ、技術者・工学者（* 1927年）
- 9月3日 - 島田ばく、児童文学者（* 1923年）
- 9月7日 - 竹内藤男、元茨城県知事（* 1917年）
- 9月8日 - フランク・トーマス、アニメーター （* 1912年）
- 9月8日 - 水上勉、作家（* 1919年）
- 9月8日 - 秋吉契里、歌手（* 1969年）
- 9月9日 - 大橋棣、プロ野球選手（* 1910年）
- 9月9日 - 青木正一、プロ野球選手（* 1917年）
- 9月10日 - 倉田道夫、物理学者（* 1925年）
- 9月12日 - 黒木ひかる、女優（* 1924年）

## （16日 - 30日）
- 9月18日 - ラス・メイヤー、映画監督（* 1922年）
- 9月20日 - 白石一郎、作家（* 1931年）
- 9月24日 - フランソワーズ・サガン、作家（* 1935年）
- 9月27日 - 森村桂、作家（* 1940年）
- 9月30日 - 中山利生、政治家、第52代防衛庁長官（* 1925年）